# 암리타 아로라
암리타 아로라(힌디어: अमृता अरोड़ा, 1981년 1월 31일 ~ )는 인도의 배우, 성우, 모델, 사회자, VJ이다.

## 출연 작품
- 인크레더블 러브 (2009)
- 히어로즈 (2008)
- 골말 리턴스 (2008)
- 레드: 더 다크 사이드 (2007)
- 헤비 베이비 (2007)
- 옴 샨티 옴 (2007)
- 원 앤 원 일레븐: 바이 후크 오알 바이 크룩 (2003)